# 陸秀夫
陆秀夫（1238年11月15日—1279年3月19日），字君实，楚州盐城长建里（今江苏省盐城市建湖县）人，南宋末年政治家，與文天祥和張世傑並稱為「宋末三傑」，於宋軍在崖山之戰失敗時背著少帝跳海殉國，南宋滅亡。

## 生平
祖父陸大有，母趙氏乃宋朝宗室女。妻亦宋朝宗室女，兩婆媳為姑侄。另有繼室孟氏及妾倪氏與蔡氏。
宝祐四年（1256年）与文天祥同年进士，官至礼部侍郎。德祐二年（1276年），临安沦陷，5岁的小皇帝宋恭帝被俘。他和陈宜中、张世杰以及杨妃等人带着宋度宗的两个儿子——7岁的益王赵昰和4岁的广王赵昺。同年益王赵昰在福州做皇帝，定年号“景炎”，是为宋端宗。
端宗任命陆秀夫为僉书枢密院事，坚持抗元。景炎三年（1278年），端宗死，得年10岁，陆秀夫与张世杰共同拥立宋端宗异母弟——七岁的广王赵昺为皇帝，定年号“祥兴”，端宗生母杨太后垂帘听政。赵昺即位后，封陆秀夫为左丞相；祥興二年（1279年）元朝名將張弘範奉元世祖之命率精銳兩萬人滅南宋，祥興二年二月六日（1279年3月19日），南宋軍隊在崖山與元軍海戰，張弘範所率兩萬精兵大破南宋二十萬大軍，幼帝趙昺所乘主舟太大，且繩索纏繞著大量船隻，難以逃脫。眼看元軍將至，無路可退，陸秀夫先逼妻小投海自殺，並對幼帝說：「國家已經淪亡了，陛下應該為國家而死。德祐皇帝远在燕都受辱，陛下萬不可再受人凌辱。」隨後，陆秀夫将玉玺栓在赵昺身上，背起年仅八岁的幼帝赵昺跳海而死，後宮嬪妃們、朝廷群臣以及皇太后也紛紛投水自盡。七天後，據說海上有十幾萬浮屍。自此，南宋皇朝覆灭。
少部分陆秀夫的后人辗转迁徙到广州从化的钱岗村定居。多数留在今天的江苏省建湖县。

## 紀念

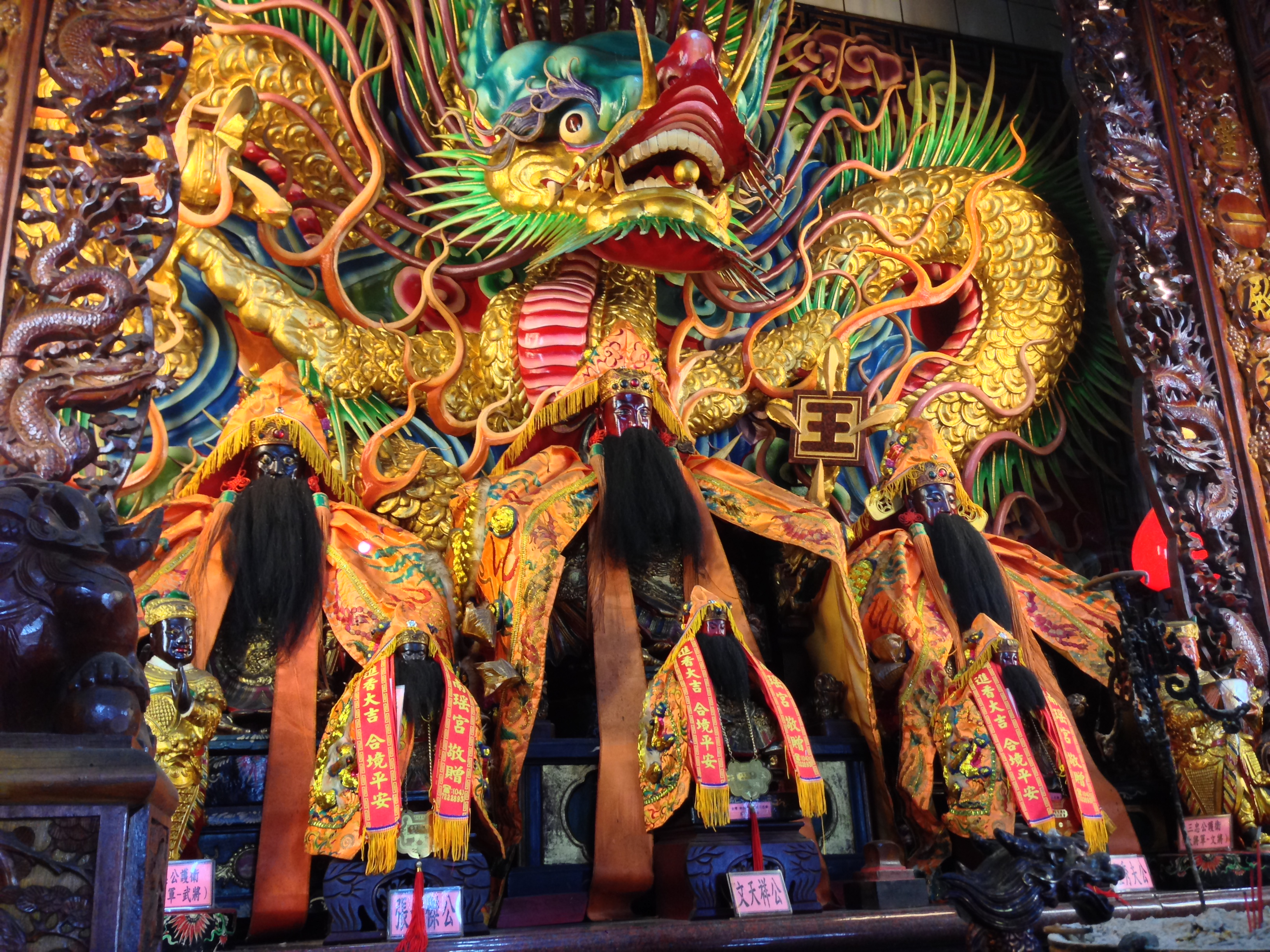
雙溪三忠廟內的文天祥、陸秀夫、張世傑像。

陆秀夫死后，与张世杰、文天祥齐名，称为“宋末三傑”。陆秀夫投海后尸体漂近海边，被人捞起，葬于二城（即今台山市都斛镇义城村）；清朝遭官员毁墓后，陆秀夫的后裔子孙在台山三合镇联安与开平东山镇交界的马山重修衣冠冢陆秀夫墓；此外還有一座陆秀夫衣冠塚在莆田市秀屿区东庄镇象山村嵩山寺旁，是福建省文物保护单位。
今广东省江门市的新会有纪念陸秀夫负幼帝跳海悲剧的陸秀夫紀念館，而位於廣東省深圳市南山區小南山上宋少帝陵前有陸秀夫負少帝殉海塑像。
陆秀夫的家乡盐城建有陆公祠。在端宗撤离福州后，朝廷驻跸的福州濂浦（今福州市仓山区林浦）村民将皇宫改为供奉南宋功臣的庙宇。为躲避元朝追查，将正殿称作“泰山宫”，内供赵构、赵昰、赵昺塑像；侧殿称作“大王殿”，供奉陈宜中、陆秀夫、文天祥、张世杰诸臣塑像。每年正月举行“出宫行乡”，将他们抬出宫外，家家设宴祭拜，延续至今。
台灣新北市雙溪區亦有供奉宋末三傑的「三忠廟」。興建於同治七年（1868年），是雙溪區民的信仰中心。(但於金門縣金沙鎮另有一座三忠廟)
在新馬泰地區，當地華人也有供奉「大宋三忠王」的廟宇。三忠王也稱三忠公，是指文天祥、陸秀夫與張世傑，等三位宋代忠臣。在新加坡主祀三忠王的廟宇就有「普忠廟」與「水顯宮」。
泰國普吉網寮三忠廟，成為泰國最早奉祀大宋三忠王所在，建立於大清光緒30年。
馬來西亞馬六甲三威宮在1993年建廟供奉「大宋三忠王」文天祥、陸秀夫、張世傑，是該州規模頗巨，香火鼎盛的廟宇。

## 家庭
据《潮汕陸姓家譜》記載，陸秀夫生有九子，被貶時帶著着長子及七、八、九子、幼女來到潮州，再度回朝赴任身邊帶妾倪氏和幼子、家童端兒、正兒。其母趙夫人及長子繇、九郎皆被留在潮州。
- 妻妾
  - 正配趙氏
  - 繼配孟氏
  - 側室倪氏
  - 側室蔡荔娘
- 子女
  - 長子陸繇
  - 二子陸七郎
  - 三子陸八郎
  - 四子陸九郎
  - 陸釗，母蔡荔娘
- 家童
  - 陸端
  - 陸正

## 其它備註
1. ↑  陸秀夫遺言原文：「國事至此，陛下當為國死。德祐皇帝辱已甚，陛下不可再辱。」

## 延伸阅读
[在维基数据编辑]
 《宋史·卷451》，出自脱脱《宋史》
 在维基共享资源阅览影像